# استفان ال. بوشوالد
استفان ال. بوشوالد (انگلیسی: Stephen L. Buchwald؛ زادهٔ ۱۹۵۵) شیمیدان اهل ایالات متحده آمریکا است. واکنش بوشوالد–هارت‌ویگ به افتخار وی نامگذاری شده است.